# Hemithea krajniki
Hemithea krajniki är en fjärilsart som beskrevs av Komarek 1950. Hemithea krajniki ingår i släktet Hemithea och familjen mätare. Inga underarter finns listade i Catalogue of Life.